# 1973 في إيران
فيما يلي قوائم الأحداث التي وقعت خلال عام 1973 في إيران.

## سياسة

### تعيين في المنصب
- 14 يناير – عباس علي خلعتبري وزير الخارجية [الإنجليزية]‏.
- 5 أبريل – ريتشارد هيلمز سفير الولايات المتحدة  لدى إيران [الإنجليزية]‏.

## رياضة
- 1 يناير – بطولة آسيا للشباب لكرة القدم 1973

## مواليد

### يناير
- 1 يناير – فرزانة شرفابي
- 1 يناير – كامليا انتخابي فرد كاتبة إيرانية.
- 1 يناير – مزيار بجاني رسام كارتون إيراني.
- 1 يناير – يحيى علوي فرد

### فبراير
- 4 فبراير – علي رضا قرباني موسيقي إيراني.

### يونيو
- 8 يونيو – شابي خورسندي
- 19 يونيو – هادي طباطبائي لاعب كرة قدم إيراني.

### يوليو
- 11 يوليو – محسن تركي حكم كرة قدم إيراني.
- 23 يوليو – آناهيتا همتي ممثلة إيرانية.
- 27 يوليو – كاسندرا كلير مؤلفة أمريكية.

### سبتمبر
- 24 سبتمبر – سحر زكريا ممثلة إيرانية.

### ديسمبر
- 22 ديسمبر – عبد الرضا كاهاني
- 29 ديسمبر – مهدي باشازاده لاعب كرة قدم إيراني.

## وفيات

### مايو
- 15 مايو – مهدي إلهي قمشئي (مواليد 1901)